# A kezdő (film)
A kezdő (eredeti cím: The Intern) 2015-ben bemutatott amerikai filmvígjáték. A filmet Nancy Meyers írta és rendezte, valamint a produceri feladatokat is ő látta el, Suzanne Farwell segédletével. A film zeneszerzője Theodore Shapiro.
A főbb szerepekben Robert De Niro, Anne Hathaway, Rene Russo, Anders Holm és Andrew Rannells láthatók.  A film gyártója a RatPac-Dune Entertainment és a Waverly Films, forgalmazója a Warner Bros. Pictures.
Az Amerikai Egyesült Államokban 2015. szeptember 25-én, Magyarországon 2015. szeptember 24-én mutatták be a mozikban.
Egy 70 éves özvegyember gyakornok lesz egy online divatoldalon, ahol valószínűtlen barátságot köt a cég munkamániás vezérigazgatójával.

## Cselekmény
Jules Ostin (Anne Hathaway), egy New York-i e-kereskedelemben működő divatcég alapítója és vezérigazgatója. Egy közösségi szolgálati projekt részeként felveszi gyakornoknak a 70 éves özvegy Ben Whittakert (Robert De Niro). Azonban csak a munka jár a fejében, és nem foglalkozik az idős korral járó dolgokkal. Bennek meg kell barátkoznia a modern munkamódszerekkel és technológiával. Segítségére van néhány munkatárs, akikkel különleges természete miatt jó kapcsolatba kerül. Afféle apafigurává válik több fiatalabb dolgozó számára: tanácsokat ad olyan kérdésekben, mint szerelem, öltözködés és munka és magánélet egyensúlya. Ben ideiglenesen egy másik gyakornoknak is segít, akinek el kellett költöznie a szülei házából. Romantikus kapcsolatot alakít ki a házon belüli masszázsterapeutával, Fionával (Rene Russo).
Munka után Ben észreveszi, hogy Jules sofőrje  részegen akar dolgozni, ezért meggyőzi a sofőrt, hogy menjen haza, és ő maga viszi haza Jules-t. Ezt a szerepet a következő napokban is megtartja.
Miközben együtt közlekednek, egyre közelebb kerülnek egymáshoz. Ben megismeri Jules családját, és összebarátkozik a lányával. Ben elmondja Julesnak, hogy 40 évig dolgozott a cég épületében, amikor még telefonkönyveket gyártottak ott, és emiatt jelentkezett a gyakornoki állásra is.
Véletlenül, egy kirándulás során Jules lányával, Ben rájön, hogy Jules férjének viszonya van, de nem tudja rávenni magát, hogy elmondja neki.
Eközben Jules-ra nyomást gyakorol a befektetők tanácsa, hogy adja át a vezérigazgatói posztot egy cégen kívüli személynek, mivel a befektetők úgy érzik, hogy nem képes megbirkózni a munkaterheléssel, miután az About The Fit a konyhájában alapított startup-ból mindössze másfél év alatt 220 alkalmazottat foglalkoztató óriáscéggé nőtte ki magát. Jules úgy véli, hogy így több időt tölthet otthon a családjával, és hajlandó megfontolni a javaslatot.
Miközben üzleti útra mennek San Franciscóba, hogy Jules interjút készítsen egy potenciális vezérigazgató-jelölttel, Jules elárulja, hogy tud Matt félrelépéséről, de nem szembesítette vele, mert nem állt készen arra, hogy megbirkózzon ezzel a problémával.
Jules, hogy időt nyerjen magának házassága megmentésére, úgy dönt, hogy felvesz egy leendő vezérigazgatót. Amikor Jules másnap elmegy Ben otthonába, Ben bátorítja Julest, hogy gondolkodjon el azon, hogy a vezérigazgatói munka mennyire akadályozhatja a kreativitását, valamint emlékezteti őt a cég iránti szenvedélyére is.
Matt váratlanul beugrik az irodába, és sürgeti Jules-t, gondolja át a dolgot, mondván, hogy sajnálja, szégyelli, és támogatni akarja az álmaiban.
Jules elindul megkeresni Bent, hogy elmondja neki, hogy meggondolta magát, és megtalálja a tajcsicsuan edzéscsoportban. Végre ő is hagyja magát ellazulni, csatlakozik a tajcsi gyakorlásához, ami azt jelzi, hogy megtalálta az egyensúlyt az életében.

## Szereplők
| Szereplő      | Színész           | Magyar hang        |
| ------------- | ----------------- | ------------------ |
| Ben Whittaker | Robert De Niro    | Reviczky Gábor     |
| Jules Ostin   | Anne Hathaway     | Bogdányi Titanilla |
| Fiona         | Rene Russo        | Csere Ágnes        |
| Matt          | Anders Holm       | Szatory Dávid      |
| Cameron       | Andrew Rannells   | Kovács Lehel       |
| Jason         | Adam DeVine       | Hamvas Dániel      |
| Davis         | Zack Pearlman     | Szvetlov Balázs    |
| Lewis         | Jason Orley       | Varju Kálmán       |
| Becky         | Christina Scherer | Andrusko Marcella  |
| Paige         | JoJo Kushner      | Stern Hanna        |
| Justin        | Nat Wolff         | Czető Roland       |
| Patty         | Linda Lavin       | Tímár Éva          |
| Doris         | Celia Weston      | Szabó Éva          |
| Jules anyja   | Mary Kay Place    | Menszátor Magdolna |
| Miles         | Steve Vinovich    | Cs. Németh Lajos   |
| Jane          | Erin Mackey       | Sipos Eszter Anna  |
| Emily         | Christina Brucato | Czirják Csilla     |
| Ali           | Annie Funke       | Szilágyi Csenge    |

## Fordítás
- Ez a szócikk részben vagy egészben  a   Man lernt nie aus szerkesztése című német Wikipédia-szócikk fordításán alapul.  Az eredeti cikk szerkesztőit annak laptörténete sorolja fel. Ez a jelzés csupán a megfogalmazás eredetét és a szerzői jogokat jelzi, nem szolgál a cikkben szereplő információk forrásmegjelöléseként.
- Ez a szócikk részben vagy egészben  a   The Intern (2015 film) című angol Wikipédia-szócikk fordításán alapul.  Az eredeti cikk szerkesztőit annak laptörténete sorolja fel. Ez a jelzés csupán a megfogalmazás eredetét és a szerzői jogokat jelzi, nem szolgál a cikkben szereplő információk forrásmegjelöléseként.